# Luca Bernardi
Luca Bernardi (San Marino, 29 augustus 2001) is een San Marinees motorcoureur.

## Carrière
Bernardi begon zijn motorsportcarrière op vijfjarige leeftijd in de minimoto-klasse. Hij kwam uit in diverse Italiaanse kampioenschappen, waaronder de MiniGP en de Pre-Moto3, waarin hij achtste werd in 2014 en derde in 2015. In 2016 stapte hij over naar de Italiaanse Moto3, waarin hij op een Honda reed. Twee twaalfde plaatsen op het Autodromo Vallelunga en het Circuit Mugello waren zijn beste resultaten en hij eindigde met 12 punten op plaats 23 in het klassement.
In 2017 stapte Bernardi over naar de nieuwe Italiaanse Supersport 300-klasse, waarin hij op een Yamaha reed. Hij won twee races op het Misano World Circuit Marco Simoncelli en een op Mugello en stond in zes andere races op het podium. Met 218 punten werd hij gekroond tot kampioen in de klasse. Dat jaar debuteerde hij ook in het Supersport 300 World Championship, waarin hij met een wildcard deelnam aan de races op het Autodromo Enzo e Dino Ferrari en Misano op een Yamaha. In de eerste race werd hij zevende, terwijl hij in de tweede race uitviel. In 2017 werd hij tevens kampioen in de Yamaha R3 Cup.
In 2018 reed Bernardi een dubbel programma in zowel de Italiaanse Supersport 300 als het WK Supersport 300 op een Yamaha. In het Italiaanse kampioenschap won hij opnieuw twee races op Misano en een op Mugello, maar hiernaast behaalde hij slechts twee andere podiumfinishes. Hierdoor werd hij achter Manuel Bastianelli tweede in de eindstand met 176 punten. In het wereldkampioenschap was een vierde plaats op Misano zijn beste klassering en werd hij met 30 punten zeventiende in het klassement.
In 2019 stapte Bernardi binnen het Italiaans kampioenschap wegrace over naar de Supersport 600-klasse, waarin hij zijn samenwerking met Yamaha voortzette. Hij behaalde een podiumfinish met een derde plaats op Mugello en werd met 66 punten elfde in de eindstand. In 2020 won hij vier races in de klasse: twee op Mugello en een op zowel Misano als Imola. In drie van de overige vier races stond hij eveneens op het podium. Met 152 punten werd hij kampioen in de klasse.
In 2021 maakte Bernardi de overstap naar het wereldkampioenschap Supersport, waarin hij opnieuw op een Yamaha reed. Hij behaalde zijn eerste podiumfinish met een tweede plaats op Estoril en voegde hier in de volgende ronde op Misano nog twee podiumplaatsen aan toe. Op Navarra stond hij opnieuw in beide races op het podium. Op Magny-Cours behaalde hij zijn eerste pole position, maar hij raakte geblesseerd bij een ongeluk in de tweede race van het weekend en moest de laatste vijf weekenden van het seizoen missen. Met 161 punten werd hij negende in het klassement.
In 2022 stapt Bernardi over naar het wereldkampioenschap superbike, waarin hij op een Ducati uitkomt.

## Statistieken

### Grand Prix

#### Per seizoen
| Seizoen | Klasse | Motor  | Team                          | Races | Winst | Podiums | Poles | SR | Ptn | Pos |
| ------- | ------ | ------ | ----------------------------- | ----- | ----- | ------- | ----- | -- | --- | --- |
| 2025*   | MotoE  | Ducati | Aruba Cloud MotoE Racing Team | 6     | 0     | 0       | 0     | 0  | 18  | 16e |
| Totaal  | Totaal | Totaal | Totaal                        | 6     | 0     | 0       | 0     | 0  | 18  |     |

#### Per klasse
| Klasse | Seizoenen             | 1e GP                 | 1e podium             | 1e winst              | Races | Winst | Podiums | Poles | SR | Ptn | Kampioen |
| ------ | --------------------- | --------------------- | --------------------- | --------------------- | ----- | ----- | ------- | ----- | -- | --- | -------- |
| MotoE  | 2025-heden            | Frankrijk 2025 R1     |                       |                       | 6     | 0     | 0       | 0     | 0  | 18  | 0        |
| Totaal | 2013-2015, 2019-heden | 2013-2015, 2019-heden | 2013-2015, 2019-heden | 2013-2015, 2019-heden | 6     | 0     | 0       | 0     | 0  | 18  | 0        |

#### Races per jaar
(vetgedrukt betekent pole positie; cursief betekent snelste ronde)
| Jaar | Klasse | Motor  | 1       | 2      | 3        | 4       | 5       | 6       | 7    | 8    | 9    | 10   | 11   | 12   | 13   | 14   | Pos | Ptn |
| ---- | ------ | ------ | ------- | ------ | -------- | ------- | ------- | ------- | ---- | ---- | ---- | ---- | ---- | ---- | ---- | ---- | --- | --- |
| 2025 | MotoE  | Ducati | FRA1 13 | FRA2 9 | NED1 DNF | NED2 13 | OOS1 14 | OOS2 13 | HON1 | HON2 | CAT1 | CAT2 | SMR1 | SMR2 | POR1 | POR2 | 16* | 18* |

* Seizoen nog bezig.